# キネマルネッサンス あ〜や城
『キネマルネッサンス あ〜や城』（キメマルネッサンスあーやじょう）は、インターネットテレビGyaOの「MIDTOWN TV」内で毎週金曜に放送、配信されていたバラエティ番組。平野綾の冠番組。

## 概要
前番組「えみり・ジェンヌ」に引き続き、映画情報を中心としたエンタメ情報を紹介する。
暇を持て余す"あ～や姫"こと平野綾を楽しませるために、キネマ伯爵の城咲仁と髭男爵の山田ルイ53世、そして髭召使のひぐち君が、様々なエンタメ情報を提案する。初回は諸事情により、平野はVTRのみの出演となった。
番組タイトルのロゴは中川みきによるデザイン。平野が好きなティム・バートン映画をイメージしている。

## 出演者

### レギュラー
- 平野綾
- 城咲仁
- 髭男爵（山田ルイ53世・ひぐち君）
- 鉄平

### 準レギュラー
- 大久保佳代子（オアシズ）
- 西内まりや

## 放送内容
| 回 | 紹介された作品                                                                      | ゲスト                                                                                 | 放送期間                |
| -- | ----------------------------------------------------------------------------------- | -------------------------------------------------------------------------------------- | ----------------------- |
| 1  | リアル鬼ごっこ ミスターロンリー KIDS                                                | 石田卓也 秋山竜次 山本博 ●VTR出演 玉木宏                                               | 2008年2月1日 - 2月29日  |
| 2  | 凍える鏡 魁!!男塾 トリコン!!! 雨の翼                                                | 田中圭 坂口拓 ホーム・チーム ●VTR出演 南圭介 八神蓮 石田卓也 藤井美菜                  | 2008年2月8日 - 3月7日   |
| 3  | 菅井君と家族石 アニー・リーボヴィッツ                                               | FROGMAN                                                                                | 2008年2月15日 - 3月14日 |
| 4  | ライラの冒険 黄金の羅針盤                                                           | 大谷ノブ彦（ダイノジ） 西内まりや                                                      | 2008年2月22日 - 3月21日 |
| 5  | ライラの冒険 黄金の羅針盤                                                           | 西内まりや                                                                             | 2008年2月29日 - 3月28日 |
| 6  | ヘイジャパ! ジブンレース ぼくたちと駐在さんの700日戦争                              | 原田佳奈 藤原一裕（ライセンス） 福田雄一 ●VTR出演 麻生久美子                           | 2008年3月7日 - 4月6日   |
| 7  | ブラブラバンバン The World of GOLDEN EGGS 魔法にかけられて                          | 川上たけし 草野陽花 あんじ ●VTR出演 LARRY 木下優樹菜                                   | 2008年3月14日 - 4月13日 |
| 8  | カクトウ便                                                                          | 甲斐麻美 次原かな                                                                      | 2008年3月21日 - 4月20日 |
| 9  | カンフーくん 都市伝説的戦後日本史〜信じるか信じないかはあなた次第〜                 | 張壮（チャン・チュワン） スティーブン・セキルバーグ                                    | 2008年3月28日 - 4月27日 |
| 10 | ぼくたちと駐在さんの700日戦争                                                       | 石田卓也 加治将樹 脇知弘                                                               | 2008年4月4日 - 5月3日   |
| 11 | NEXT -ネクスト-                                                                     | エスパー伊東                                                                           | 2008年4月11日 - 5月10日 |
| 12 | 鳥居みゆき ハッピーマンデー ブラックサイト                                          | 鳥居みゆき パラダイス山元                                                              | 2008年4月18日 - 5月17日 |
| 13 | 少林少女                                                                            | 山崎真実 工藤あさぎ 原田佳奈 乙黒えり いとう麻美 千野祐子 千代谷美穂 西秋愛菜 尾家輝美 | 2008年4月25日 - 5月24日 |
| 14 | 少林老女 ひぐらしのなく頃に                                                         | 浅見千代子 慶 お〜い!久馬 飛鳥凛 松山愛里                                              | 2008年5月2日 - 6月1日   |
| 15 | 体育館ベイビー ホットファズ                                                         | 中村優一 エドガー・ライト サイモン・ペッグ キンヤ                                      | 2008年5月9日 - 6月8日   |
| 16 | ランボー/最後の戦場 アフタースクール                                                | 内田けんじ 川島邦裕                                                                    | 2008年5月16日 - 6月15日 |
| 17 | コラソンdeメロン ブルー・ブルー・ブルー                                             | 鳥肌実 ラクラン・ブキャナン カーク・ジェンキンス                                       | 2008年5月23日 - 6月22日 |
| 18 | 僕の彼女はサイボーグ 縛師 ラスベガスをぶっつぶせ                                    | クァク・ジェヨン 有末剛 慶                                                             | 2008年5月30日 - 6月29日 |
| 19 | ALLDAYS 二丁目の朝日 インディ・ジョーンズ/クリスタル・スカルの王国                  | 谷桃子 久保田和靖（とろサーモン）                                                      | 2008年6月6日 - 7月5日   |
| 20 | デコトラの鷲 賽の目坂                                                               | 仲村みう 島田秀平 高須光聖 猫ひろし 秋山竜次（ロバート）                               | 2008年6月13日 - 7月12日 |
| 21 | RD潜脳調査室 ハンサムスーツ ここはグリーン・ウッド〜青春男子寮日誌〜 イタズラなKiss | 沖佳苗 水樹奈々 平川大輔 鈴木拡樹                                                      | 2008年6月20日 - 7月19日 |
| 22 | -                                                                                   | 谷桃子 慶 エスパー伊東                                                                 | 2008年6月27日 - 7月26日 |

### コーナー
ほっしゃん。のプレゼンしたい奴!
前番組「えみり・ジェンヌ」からの引継ぎコーナーでほっしゃん。が担当する。ほぼ毎週放送。『YOSHIMOTO DIRECTOR'S 100 〜100人が映画撮りました〜』の作品を紹介する。2008年6月13日放送回で終了。
○○みたヤツちょっとこい!
前番組「えみり・ジェンヌ」からの引継ぎコーナーで、大久保佳代子が担当する。不特定放送。話題の映画は本当に面白いのかを討論する。
まりや日記
映画『ライラの冒険 黄金の羅針盤』のライラの吹き替えを務める西内まりやが担当する不特定放送のコーナー。同作の最新情報を紹介する。現在は終了。
髭男爵の貴族あるあ～る
2008年4月4日放送回より始まった髭男爵が担当するコーナー。アーカイブ放送の特典映像として放送。貴族にありがちなことを視聴者から募集する。